# Sumachgewächse
Die Sumachgewächse (Anacardiaceae; englisch cashew oder sumac family) bilden eine Pflanzenfamilie in der Ordnung der Seifenbaumartigen (Sapindales). Sie kommen mit etwa 70 bis 82 Gattungen und 600 bis 800 Arten weltweit vorwiegend in den Tropen und Subtropen, teilweise aber auch in gemäßigten Klimazonen vor. Einige Arten liefern essbare Früchte und Samen – medizinische Wirkungen wurden untersucht – und einige Arten sind Zierpflanzen.

## Beschreibung und Ökologie

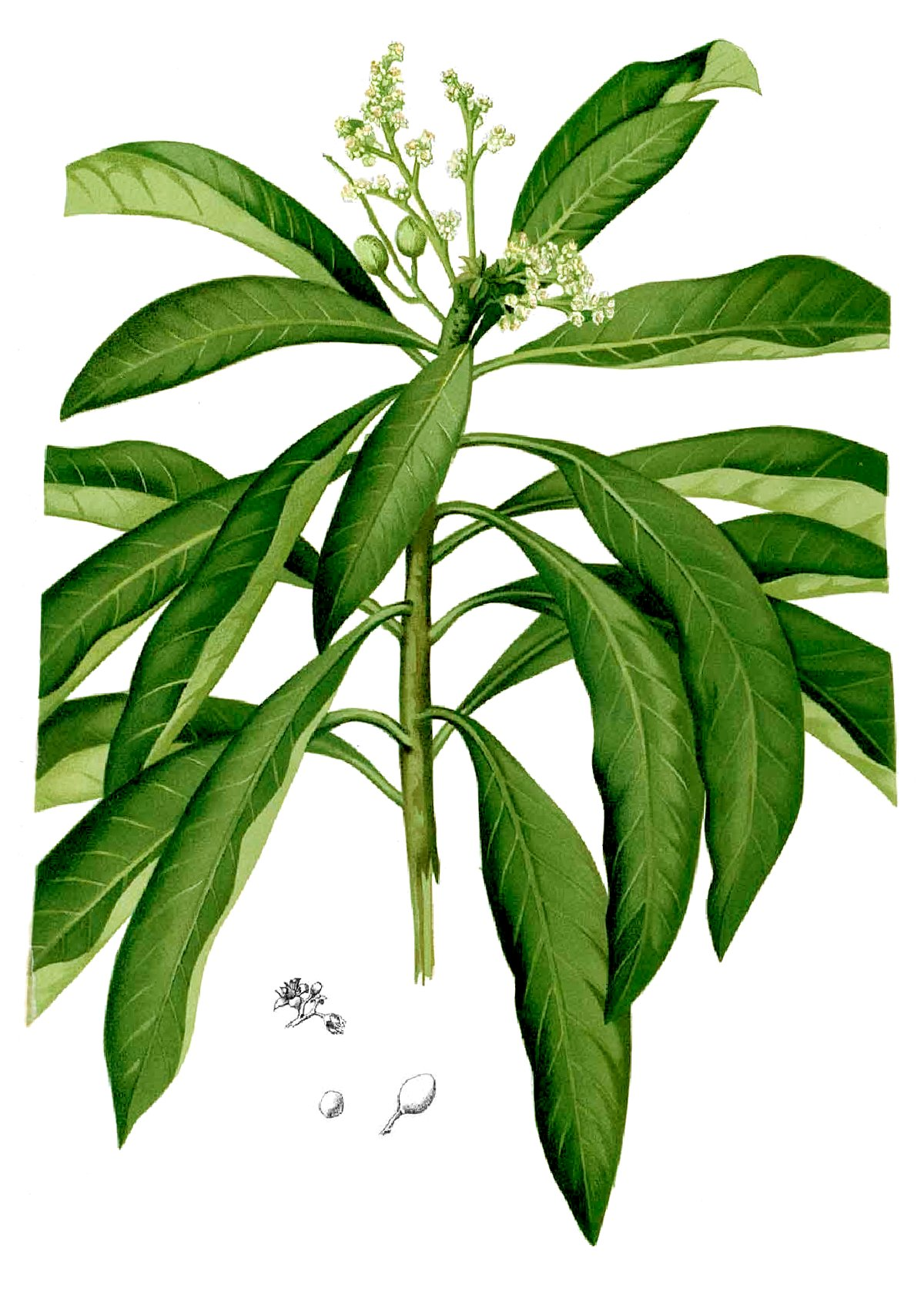
Illustration von Buchanania vitiensis

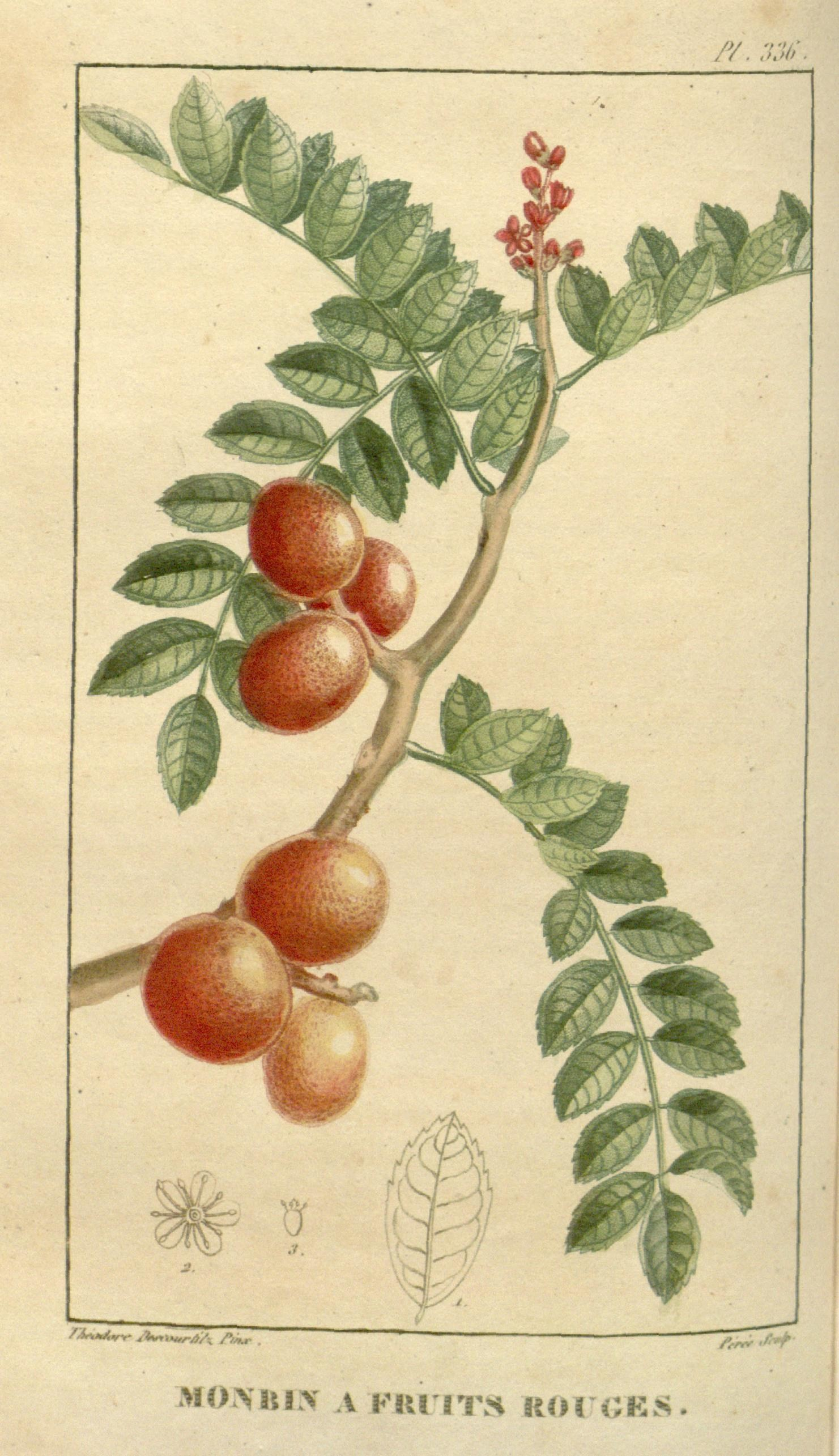
Illustration der Roten Mombinpflaume (Spondias purpurea)

### Vegetative Merkmale
Es sind meist immergrüne, verholzende Pflanzen: meist handelt es sich um selbständig aufrecht wachsende Bäume oder Sträucher, seltener Halbsträucher oder es sind Lianen. Einige Arten sind ausdauernde krautige Pflanzen. Viele Arten weisen Harzgänge auf mit klaren oder milchigen Harzen, die sich schnell schwarz verfärben und einen typischen (Terpentin-) Harzgeruch besitzen. Holz, Blätter und Früchte können aromatisch bis giftig sein.
Die meist wechselständig, selten gegenständig oder in Wirteln, oft an den Zweigenden konzentriert, angeordneten
Laubblätter riechen oft aromatisch. Die Blattspreite ist ungeteilt oder häufig unpaarig gefiedert (Ausnahme ist die paarig gefiederte Spondias bipinnata). Der Rand der Laubblätter oder Fiederblätter ist ganzrandig. Oft ist eine schwarze Blattzeichnung vorhanden. Nebenblätter fehlen.

### Blütenstände und Blüten
Es werden end- oder seitenständige, scheindoldige oder rispige Blütenstände gebildet. Die Deckblätter sind meist klein, nur selten groß; bei Dobinea sind sie häutig und mit den Blütenstielen verwachsen. Die Blüten sind zwittrig oder eingeschlechtig. Die Arten können einhäusig (monözisch), zweihäusig (diözisch) getrenntgeschlechtig, gynodiözisch oder polygamomonözisch sein.
Die relativ kleinen Blüten sind radiärsymmetrisch und drei- bis oft fünfzählig. Sie besitzen eine doppelte oder einfache (sepalin und hochblattartig bei Pistacia) Perianth. Selten fehlen die Blütenhüllblätter (Dobinea). Die drei bis fünf Kelchblätter sind an der Basis verwachsen. Die drei bis fünf Kronblätter sind frei oder selten an der Basis verwachsen. Es sind ein (Anacardium, Mangifera) oder zwei Kreise mit je fünf Staubblättern (selten insgesamt zwölf Staubblätter) vorhanden. Entweder sind alle Staubblätter fertil oder es sind ein bis neun Staminodien vorhanden. Die immer schlanken Staubfäden sind manchmal an ihrer Basis verwachsen (Anacardium). Die Staubbeutel besitzen vier Pollensäcke. Es ist ein Fruchtblatt vorhanden oder zwei bis fünf (selten bis sechs) Fruchtblätter sind zu einem synkarpen, meist oberständigen, selten halbunterständigen bis unterständigen (Pegia, Semecarpus) Fruchtknoten verwachsen, bei Dracontomelon sind sie nicht vollständig verwachsen. Jedes Fruchtknotenfach enthält eine apotrope Samenanlage. Oft wird nur ein Fruchtblatt voll entwickelt. Der meist einzige Griffel endet mit ein bis fünf Narben; manchmal sind auch drei bis sechs Griffel vorhanden (Buchanania). Ein meist intrastaminaler, nektarproduzierender Diskus ist meist deutlich ausgebildet. Bei vielen heute in diese Familie eingegliederten Gattungen sind die Blüten und Blütenstände stark reduziert. Dies führte dazu, dass sie als eigene Familien geführt wurden. So besitzen die früheren Blepharocaryaceae kompakte, involucrate Blütenstände, den zweihäusig getrenntgeschlechtigen früheren Julianaceae und Podoaceae fehlen bei den weiblichen Blüten Blütenhüllblätter. Den windbestäubten Arten fehlen meist ein Diskus und die Blütenhüllblätter.

### Fruchtstände, Früchte, Samen und Ausbreitung
Es werden meist Steinfrüchte gebildet, jedoch gibt es in dieser Familie eine große Fülle an Fruchttypen. Die Ausbreitungsmechanismen sind vielfältig. Bei zwei Gattungen, Anacardium und Semecarpus, wird ein fleischiger, essbarer Arillus (hier Hypokarp genannt) unter der Steinfrucht gebildet, der aus dem Fruchtstiel und dem Blütenboden gebildet wird. Innerhalb der Gattung Anacardium fehlt einzig bei Anacardium microsepalum ein Arillus; diese Art gedeiht in wassergefluteten Wäldern des Amazonas und wird vermutlich von großen Fischen verbreitet. Bei drei weiteren Gattungen, Mangifera, Poupartiopsis und Spondias, wird ebenfalls von Wasserverbreitung berichtet. Um durch den Wind verbreitet zu werden, gibt es unterschiedliche Anpassungen, beispielsweise vergrößerte Kelchblätter (Astronium, Loxostylis, Myracrodruon, Parishia), vergrößerte bleibende Kronblätter (Gluta, Swintonia), breite Hochblätter (Dobinea), ein Flügel, der aus der abgeflachten Fruchtstandsachse gebildet wird (Amphipterygium), und bei manchen Gattungen besitzen die Ränder der Früchte Haare (Actinocheita, Blepharocarya, Ochoterenaea). Statt Steinfrüchten werden bei einigen Gattungen Samaras (Flügelnüsse) ausgebildet: bei Campylopetalum, Cardenasiodendron, Dobinea, Laurophyllus, Pseudosmodingium, Smodingium ist um den ganzen Rand der Früchte ein häutiger Flügel ausgebildet oder bei Faguetia, Loxopterygium, Schinopsis ein Flügel auf nur einer Seite. Amphipterygium, Orthopterygium bilden flugfähige Sammelfrüchte (Synkarpien). Trockene, achänenartige Früchte werden bei Apterokarpos gebildet. Bei Cotinus ist der Fruchtstand mit lang behaarten Blütenstandsachsen die Verbreitungseinheit. Diese Anpassungen mit verwehbaren Früchten scheint einherzugehen mit Besiedlung trockener Habitate. Eine trockene Frucht wird bei Dobinea gebildet. Das Epikarp ist dünn, das Mesokarp ist meist fleischig, faserig und das Endokarp ist hart. Der Embryo ist oft gekrümmt.

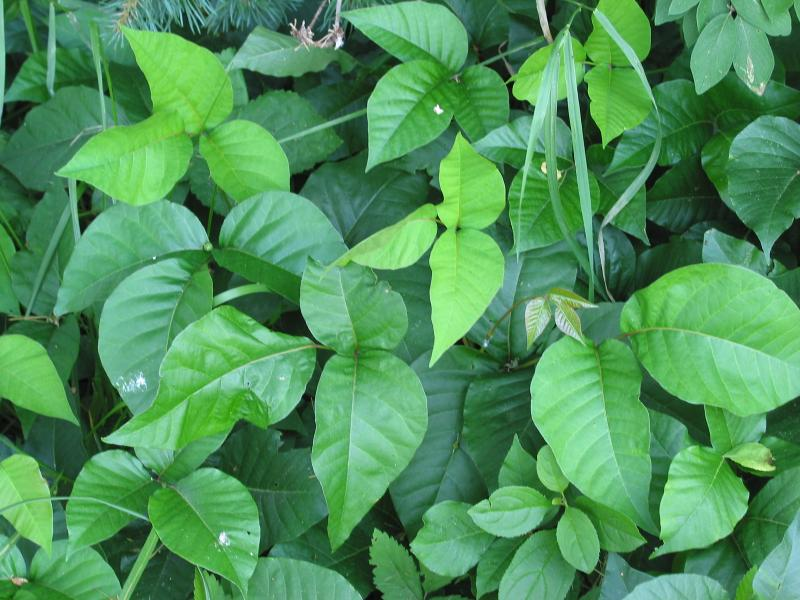
Berührungen mit dem Giftefeu (Rhus toxicodendron, Syn.: Toxicodendron radicans) sollte man vermeiden.

### Chromosomen und Inhaltsstoffe
An Chromosomenzahlen wurden n = 7-12, 14-16, 21 gefunden.
Bei etwa einem Viertel aller Arten, aber allen der Unterfamilie Anacardioideae kommen toxische Dihydroxybenzole mit langen unverzweigten Seitenketten vor, die bei Berührung der Pflanzenteile zu Hautreizungen führen. Das Endosperm ist ölhaltig und manchmal stärkehaltig.

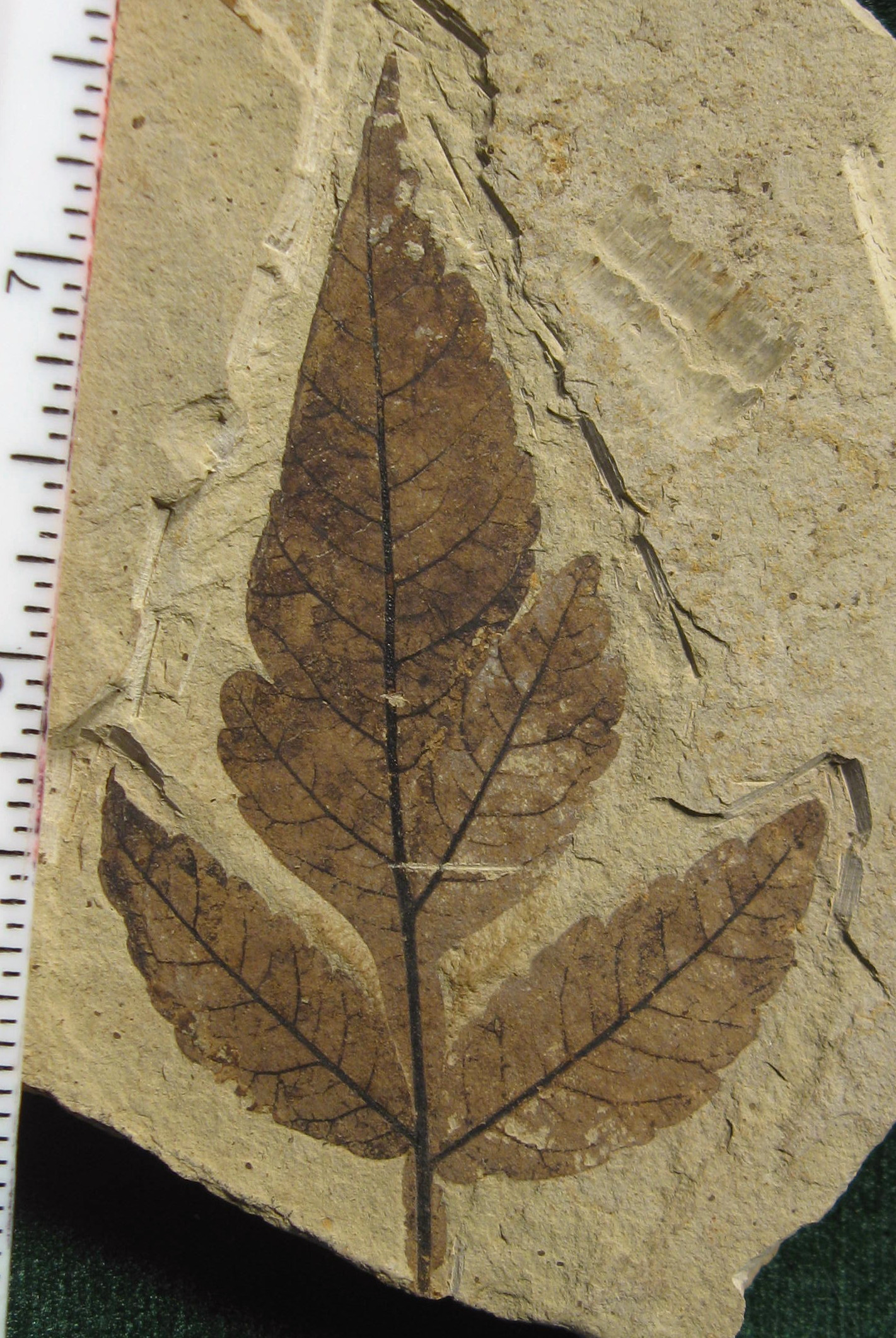
Fossiles Blatt von Rhus malloryi, etwa 49,5 Millionen Jahre alt aus dem Frühen Ypresian, in der „Klondike Mountain Formation“, in Ferry County, Washington, USA

## Vorkommen
Arten aus der Familie der Anacardiaceae sind weltweit in trockenen bis feuchten Gebieten verbreitet. Meist gedeihen sie in feuchten Tieflands-Habitaten. Hauptsächlich kommen sie in den Tropen und Subtropen vor, aber einige Arten reichen auch bis in die gemäßigten Breiten. In der Neuen Welt reicht die Verbreitung von Kanada bis Patagonien, es gibt Vorkommen in Afrika, Südeuropa, gemäßigten bis tropischen Asien, tropischen bis subtropischen Australien und auf den meisten der Pazifischen Inseln. Keine Arten dieser Familie gibt es in Nordeuropa, gemäßigten und trockenen Australien, Neuseeland, auf den Galapagos-Inseln, in extremen Wüstengebieten und großen Höhenlagen; aber sie erreichen Höhenlagen bis zu 3500 Meter. Das Zentrum der Artenvielfalt ist Malesien.

## Nutzung
Einige Arten und ihre Sorten werden weltweit (in den Tropen oder mediterranen Klimazonen) angebaut. Weltweit bekannt sind essbare Früchte und Steinfrüchte wie Mango (Mangifera indica), Pistazie (Pistacia vera), Cashewbaum (Anacardium occidentale) oder Brasilianischer Pfefferbaum (Schinus terebinthifolia). 
Andere Nutzpflanzen sind nur in ihren pantropischen Anbaugebieten verbreitet, wie die Spondias-Früchte, die Marula (Sclerocarya birrea) in Afrika oder in der Neotropis die Antrocaryon-Früchte, ihre Vermarktung ist eingeschränkt auf Grund der schlechten Transportfähigkeit.
Bestimmte Sumacharten dienen der Gewinnung von Sumach (Gewürz), als Ausgangsstoff für pharmazeutische Produkte und Holz. Aus Früchten und Laubblättern des Gerber-Sumach erhält man einen Farbstoff, mit der Rinde wurde Wolle gefärbt. Die Laubblätter dienten zur Vegetabilgerbung von Leder und als Haarfärbemittel. 
Einige Arten werden als Zierpflanzen verwendet. 

## Systematik

### Taxonomie
Bernard de Jussieu stellte 1759 die heute hier eingeordneten Gattungen in eine Unterordnung einer Ordnung „Terebintaceae“; sein Neffe Antoine Laurent de Jussieu veröffentlichte 1789 diese Klassifikation in Genera plantarum: secundum ordines naturales disposita, juxta methodum in Horto regio parisiensi exaratam, anno M.DCC.LXXIV (Apud Viduam Herissant et Theophilum Barrois, Paris). Robert Brown bearbeitete die gleichen Gattungen 1818 in der Veröffentlichung bei John Murray über die von James Kingston Tuckey geleiteten Expedition zum Kongo und das dabei erstellte Herbarium von Christen Smith. Augustin Pyramus de Candolle veröffentlichte 1824, mit Robert Browns Cassuvlae oder Anacardeae, eine andere Beschreibung dieser Verwandtschaftsgruppe mit den Gattungen Anacardium, Semecarpus, Holigarna, Mangifera, Buchanania, Pistacia, Astronium, Comocladia und Picramnia. John Lindley stellte 1831 eine neue Beschreibung dieser Verwandtschaftsgruppe mit den Anacardieae und Sumachineae, dabei gibt er den Namen „Terebintaceae“ zugunsten Anacardiaceae auf und ergänzte die Gattungen Anacardium, Holigarna, Mangifera, Rhus, Mauria. Typusgattung ist Anacardium L.
Die Familie Sumachgewächse (Anacardiaceae) umfasst vier Unterfamilien mit 70 bis 82 Gattungen und etwa 600 bis 800 Arten.

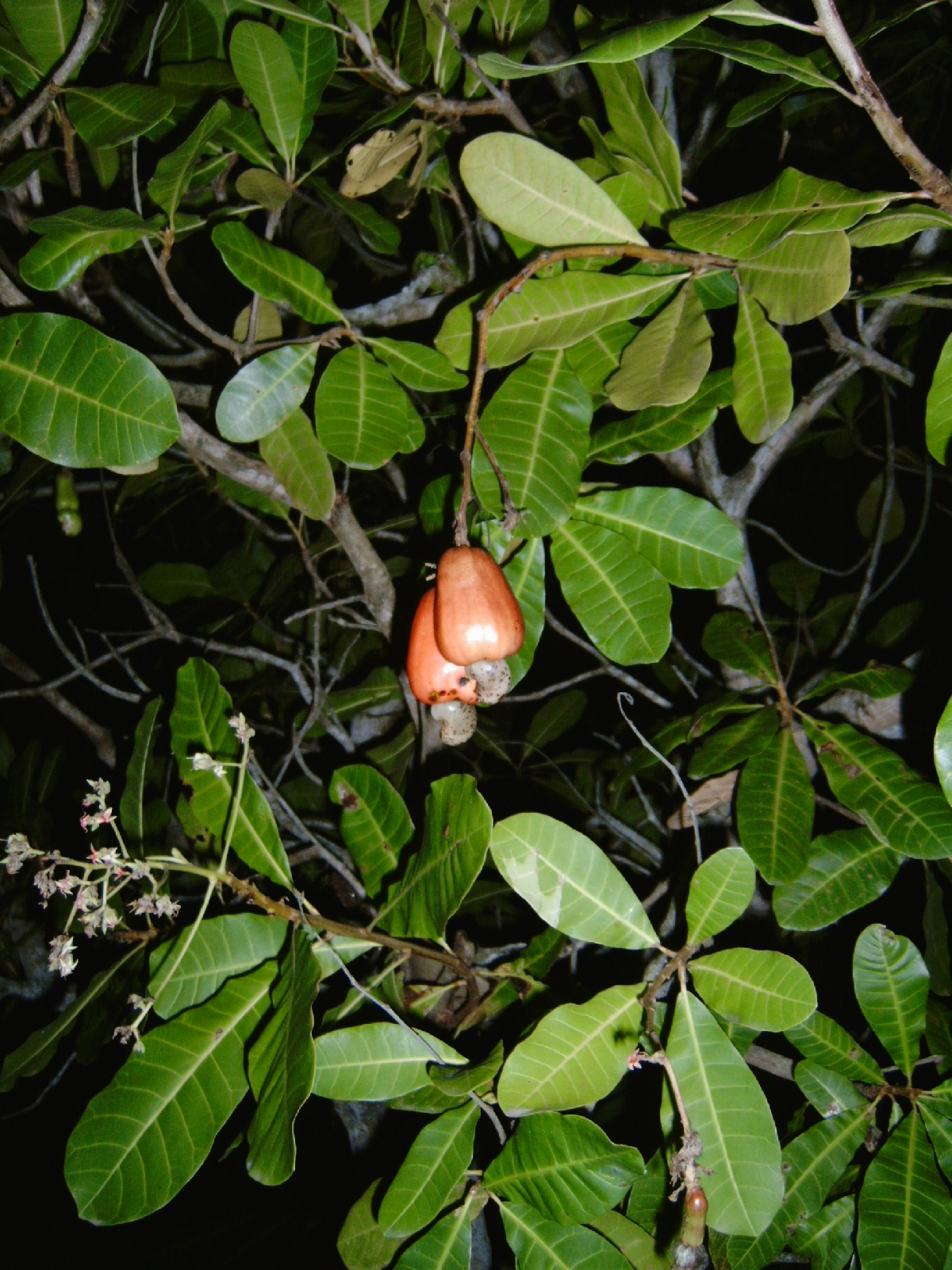
Unterfamilie Anacardioideae: Cashew (Anacardium occidentale)

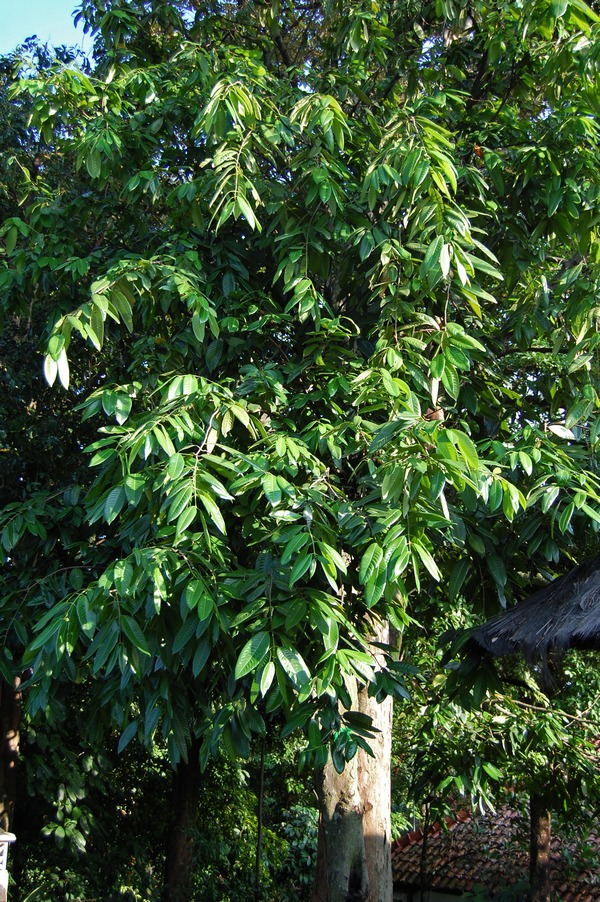
Unterfamilie Anacardioideae: Habitus von Bouea macrophylla

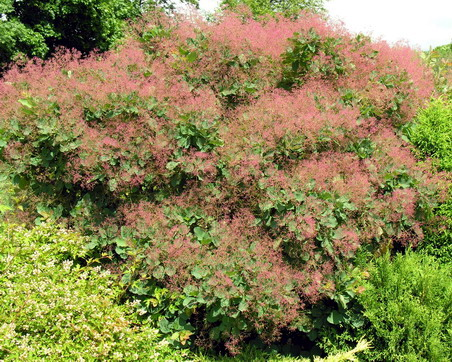
Unterfamilie Anacardioideae: Rote Sorte des Perückenstrauches (Cotinus coggygria)

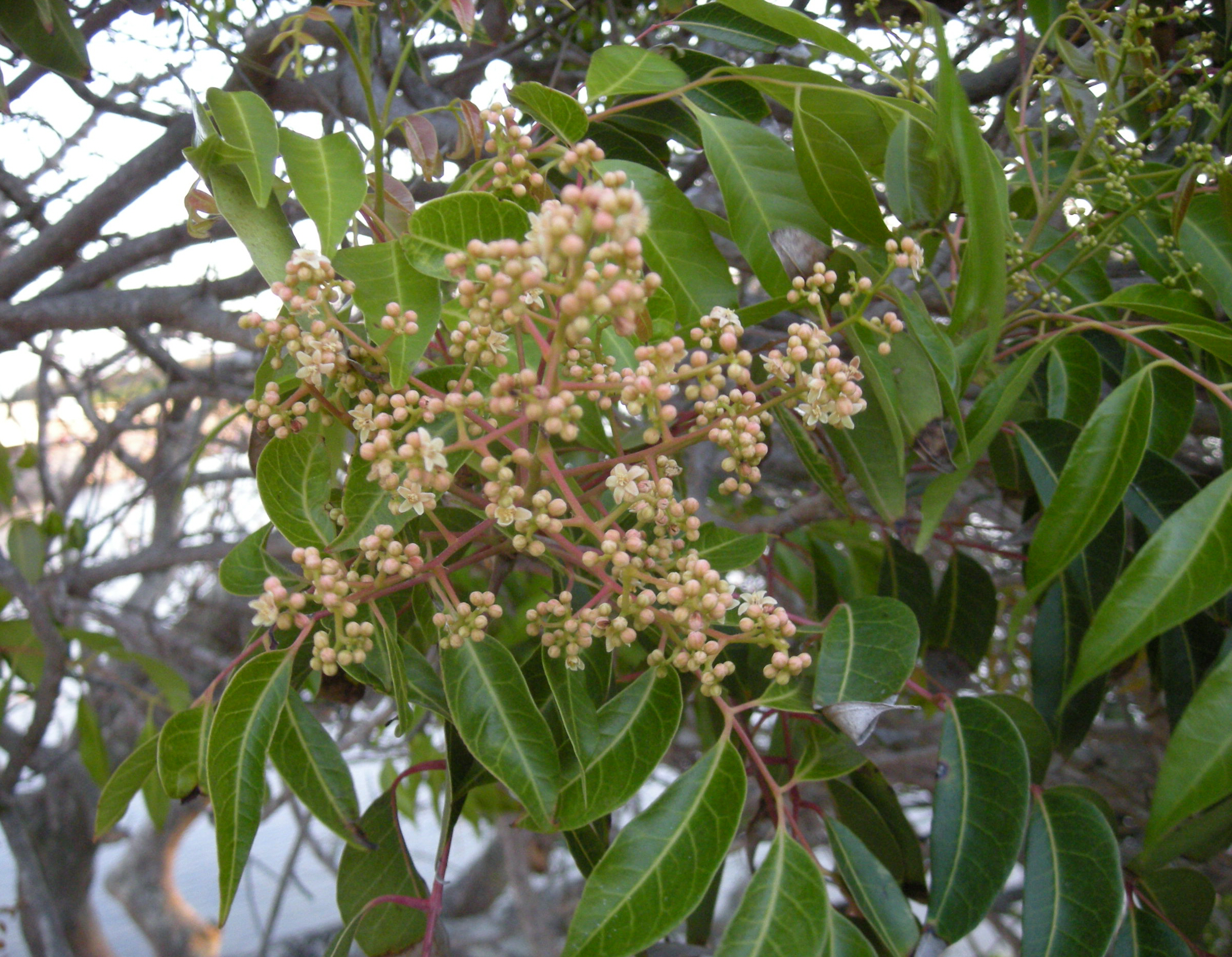
Unterfamilie Anacardioideae: Blütenstand von Euroschinus falcata

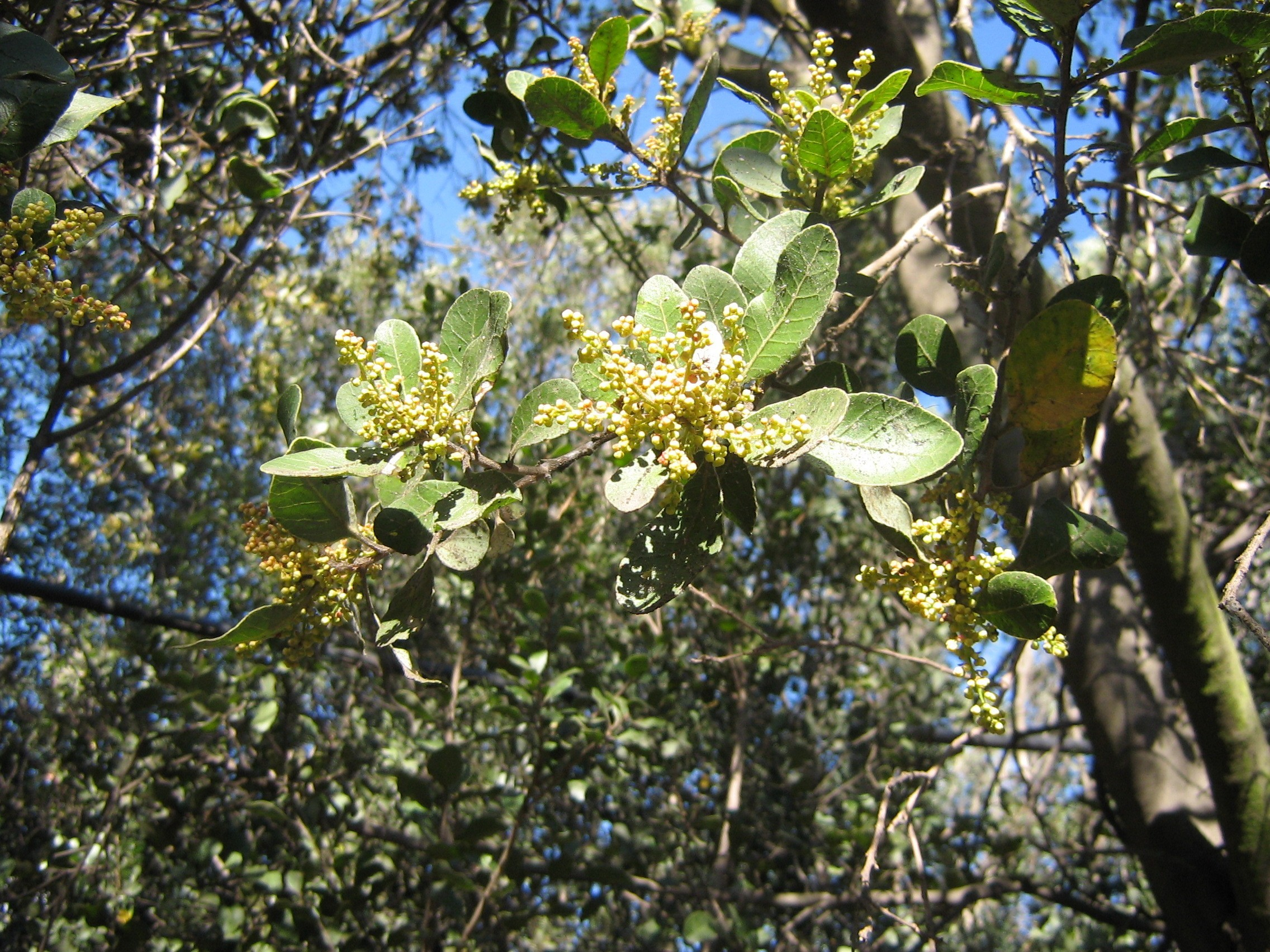
Unterfamilie Anacardioideae: Blütenstände und einfache Laubblätter von Lithraea caustica

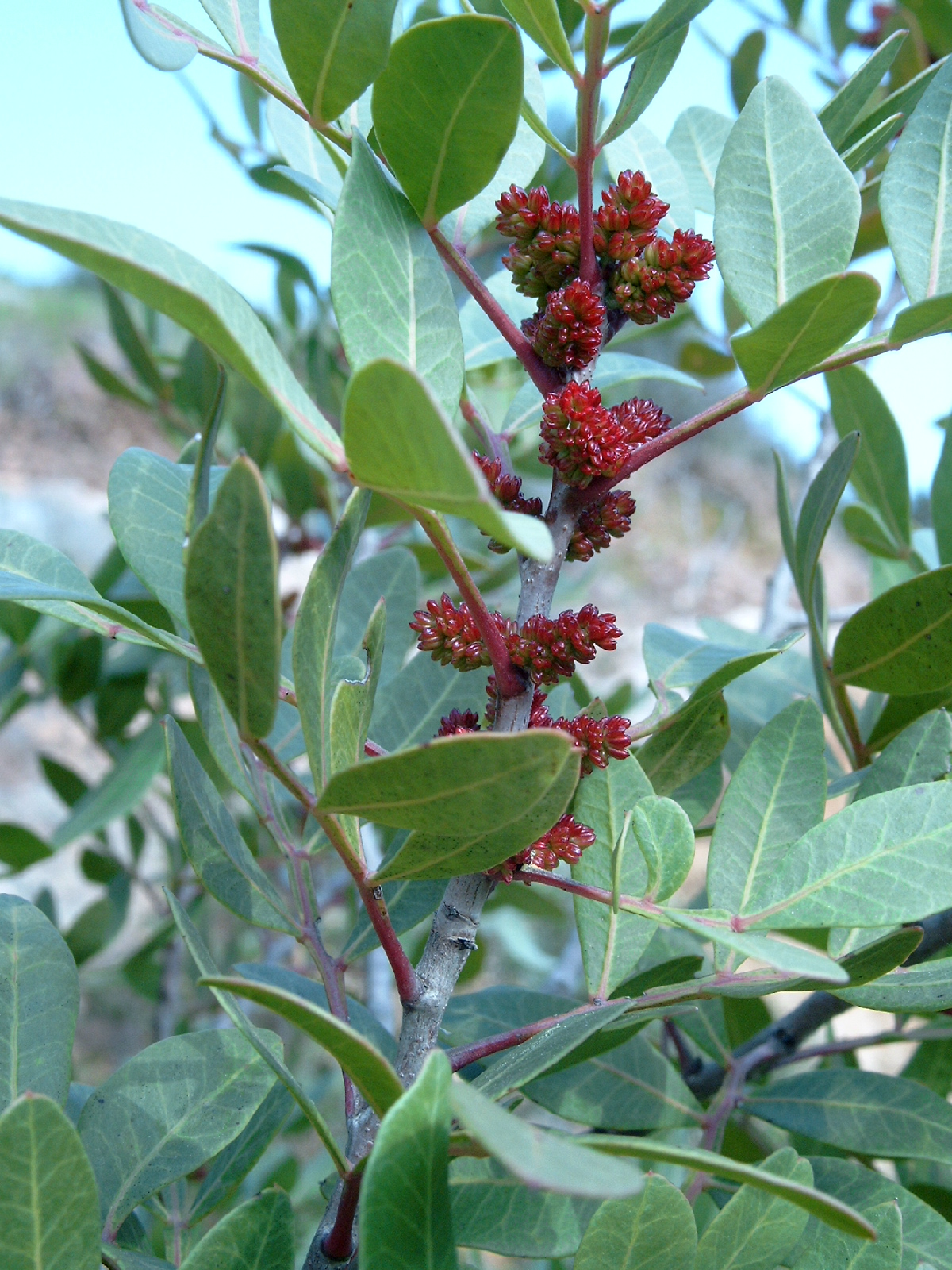
Unterfamilie Anacardioideae: Mastixstrauch (Pistacia lentiscus) der Macchien

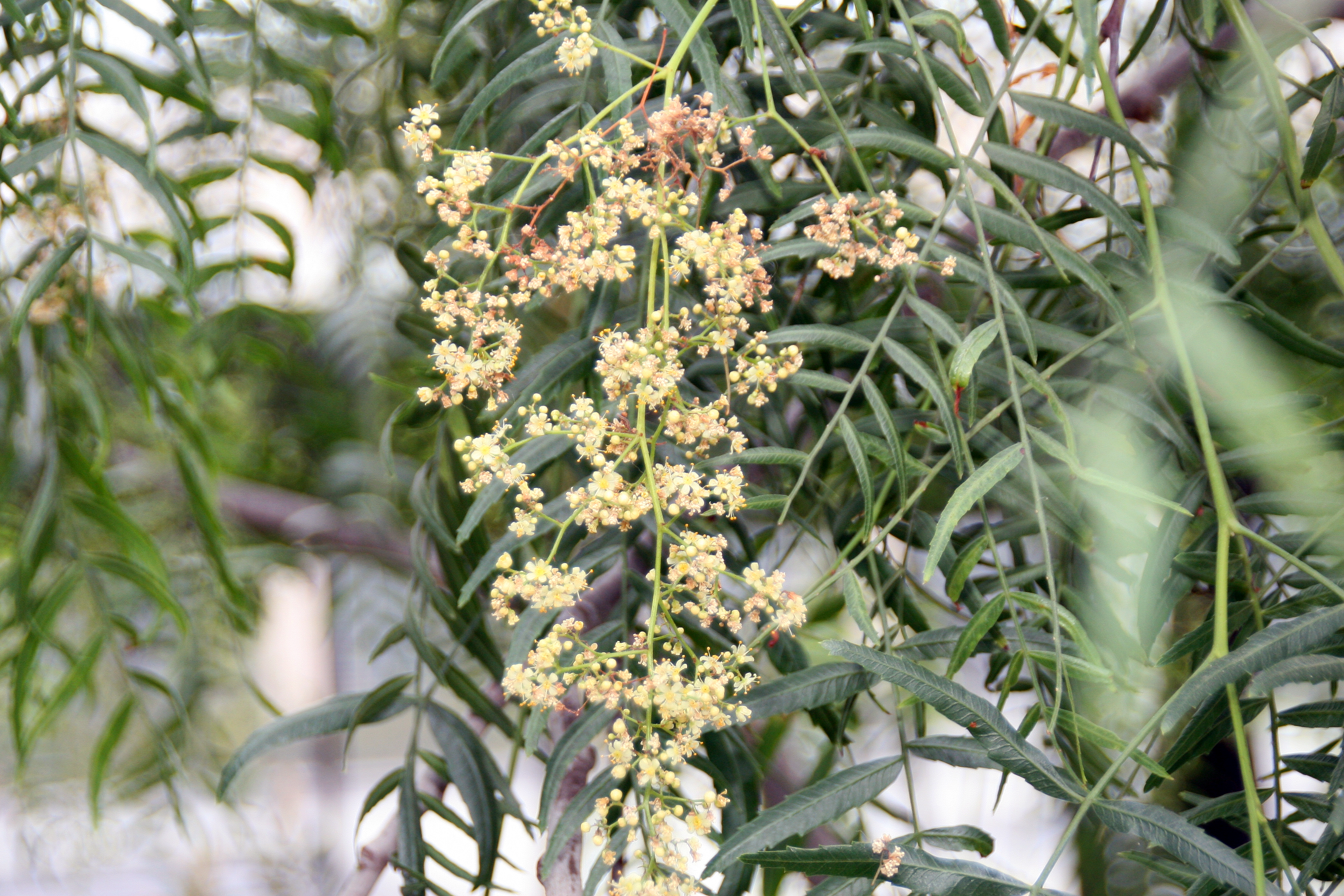
Unterfamilie Anacardioideae: Peruanischer Pfefferbaum (Schinus molle)

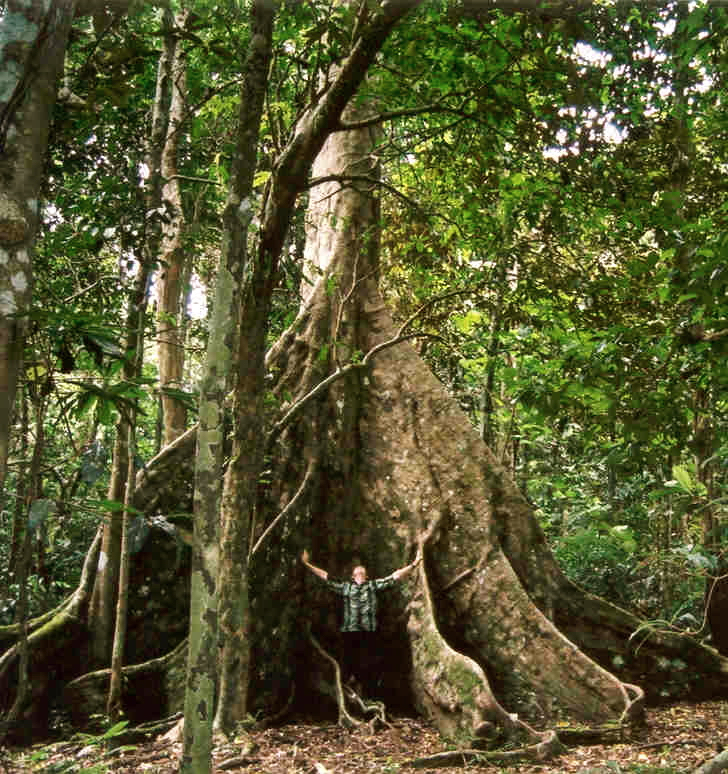
Unterfamilie Spondioideae: Dracontomelon vitiense auf Vanuatu

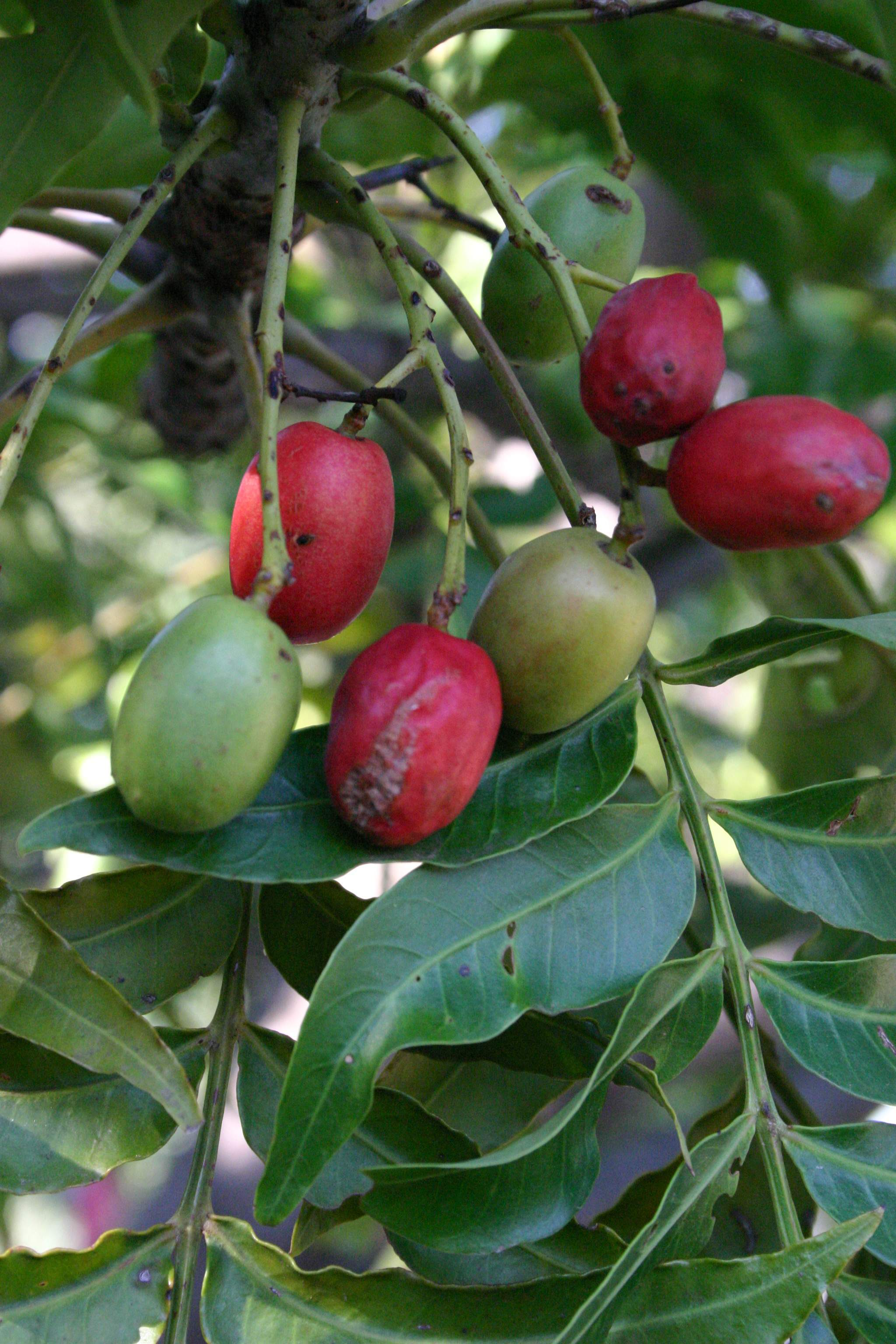
Unterfamilie Spondioideae: Blätter und Früchte von Harpephyllum caffrum, der sich als robuste Zimmerpflanze eignet.

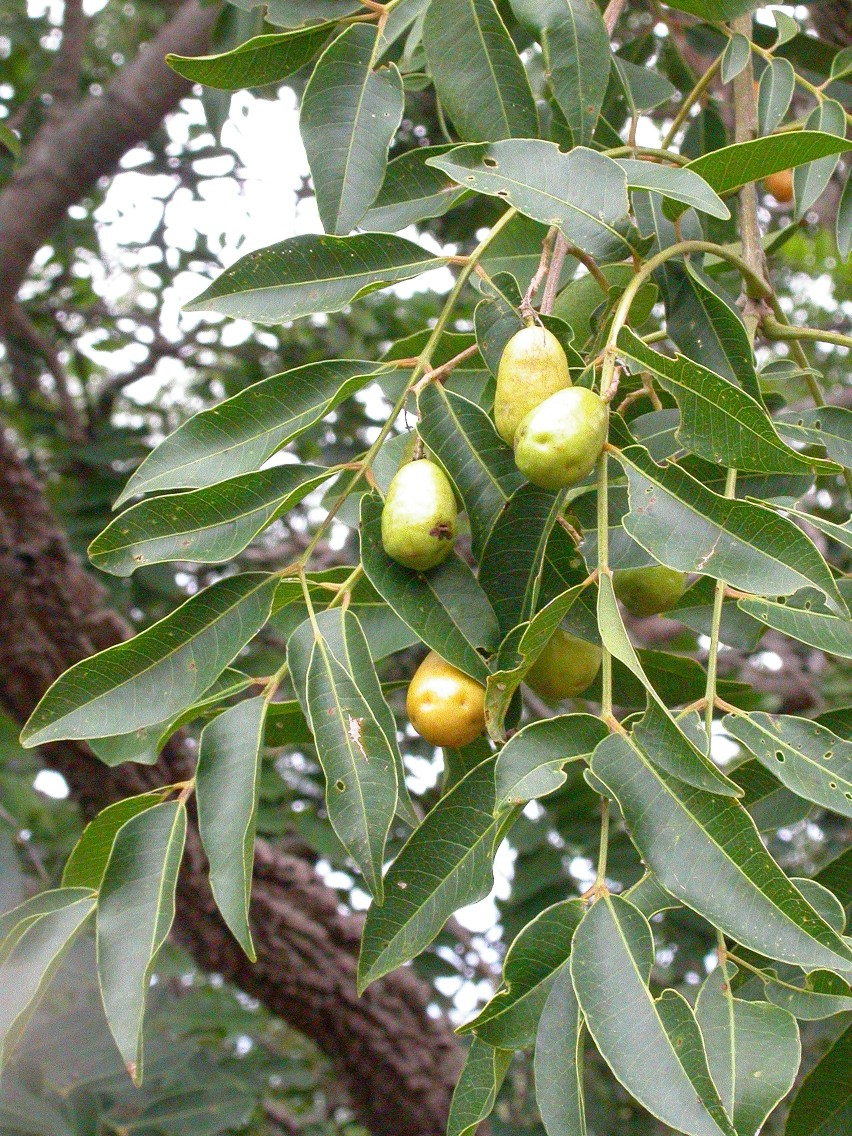
Unterfamilie Spondioideae: Gelbe Mombinpflaume (Spondias mombin)

### Gliederung der Familie in Unterfamilien und ihre Gattungen
Man teilt die Familie nach Susan K. Pell 2004 in zwei Unterfamilien und einige Tribus ein:
- Unterfamilie Anacardioideae Link (Syn.: Blepharocaryaceae Airy Shaw, Comocladiaceae Martynov, Julianaceae Hemsley, Lentiscaceae Horan., Pistaciaceae Adanson, Podoaceae Franchet, Schinaceae Raf., Vernicaceae Link): Es gibt 58 bis 60 Gattungen mit etwa 485 Arten:
  - Actinocheita F.A.Barkley: Mit 1-2 Arten, die in Mexiko vorkommen.[8]
  - Amphipterygium Schiede ex Standl. (Syn.: Hypopterygium Schltdl., Juliania Schltdl.): Mit etwa vier Arten, die in Mexiko und Peru vorkommen.[8]
  - Anacardium L.: Die etwa zehn Arten sind in der Neotropis weitverbreitet, darunter:
    - Cashew (Anacardium occidentale L.)

  - Androtium Stapf: Es gibt nur eine Art:
    - Androtium astylum Stapf: Sie kommt in Malesien vor.[8]

  - Apterokarpos Rizzini: Es gibt nur eine Art:
    - Apterokarpos gardneri (Engl.) Rizzini: Sie kommt in Brasilien vor.

  - Astronium Jacq.: Mit etwa 15 Arten, die im tropischen Amerika vorkommen.[8]
    - Astronium graveolens Jacq.: Aus dem mittleren bis nördlichen Südamerika bis nach Zentralamerika und ins südliche Mexiko.

  - Baronia Baker: Es gibt nur eine Art:
    - Baronia taratana Baker: Sie kommt in Madagaskar vor.[9]

  - Blepharocarya F.Muell.: Mit etwa zwei Arten, die im nordöstlichen Australien vorkommen.[8]
  - Bonetiella Rzed.: Es gibt nur eine Art:
    - Bonetiella anomala (I.M.Johnst.) Rzed.: Sie kommt in Mexiko vor.[8]

  - Bouea Meisn.: Mit etwa drei Arten, die in Südostasien und Malesien vorkommen.[8]
  - Buchanania Spreng.: Die etwa 25 Arten sind im tropischen Asien verbreitet.
    - Buchanania lanzan Spreng.: Aus Indien und dem nördlichen Südostasien bis nach Südwestchina.
    - Buchanania obovata Engl.: Aus dem zentralen, nördlichen Australien.

  - Campnosperma Thwaites: Die etwa fünf Arten kommen auf Madagaskar vor.
  - Campylopetalum Forman: Es gibt nur eine Art:
    - Campylopetalum siamense Forman: Sie kommt in Thailand vor.[8]

  - Cardenasiodendron F.A.Barkley: Es gibt nur eine Art:
    - Cardenasiodendron brachypterum (Loes.) F.A.Barkley: Sie kommt in Bolivien vor.[8]

  - Comocladia P.Browne: Mit etwa 20 Arten, die im tropischen Amerika vorkommen.[8]
  - Perückensträucher (Cotinus Mill.): Die etwa vier Arten sind auf der Nordhalbkugel verbreitet:
    - Perückenstrauch (Cotinus coggygria Scopoli)
    - Cotinus nanus W.W.Smith: Sie kommt in Yunnan vor.[10]
    - Cotinus obovatus Raf.: Sie kommt in Texas, Alabama, Arkansas, Missouri, Tennessee, Oklahoma und vielleicht auch in Kentucky vor.[10]
    - Cotinus szechuanensis Pénzes: Sie kommt in Sichuan vor.[10]

  - Dobinea Buch.-Ham. ex D.Don: Die nur zwei Arten sind von der östlichen Himalaja-Region bis ins südwestliche China verbreitet.
  - Drimycarpus Hook.f.: Die nur zwei Arten sind in der Volksrepublik China, in Indien, Myanmar, Nepal und Vietnam verbreitet.
  - Euroschinus Hook.f.: Mit etwa sechs Arten. Sie kommen in Malesien, Australien und Neukaledonien vor.[8]
  - Faguetia Marchand: Es gibt nur eine Art:
    - Faguetia falcata Marchand: Dieser Endemit kommt in Madagaskar nur in der Provinz Toamasina vor.[9]

  - Fegimanra Pierre: Mit etwa zwei Arten, die im tropischen Afrika vorkommen.[8]
  - Gluta L.: mit etwa 30 Arten, die in Indomalesien und in Madagaskar vorkommen.[8]
    - Burmesischer Lackbaum (Gluta usitata (Wall.) Ding Hou): Aus Thailand, Myanmar, Vietnam, Assam und Laos.

  - Haplorhus Engl.: Mit nur einer Art:
    - Haplorhus peruviana Engl.: Sie kommt in den Anden von Peru und dem nördlichen Chile vor.[8]

  - Heeria Meisn.: Es gibt nur eine Art:
    - Heeria argentea Meisn.: Die Heimat ist die Capensis.[8]

  - Holigarna Buch.-Ham. ex Roxb.: Mit etwa 8 Arten, die in Indomalesien vorkommen.[8]
  - Laurophyllus Thunb.: Es gibt nur eine Art:
    - Laurophyllus capensis Thunb.: Sie kommt in den südafrikanischen Provinzen West- sowie Ostkap vor.

  - Lithraea Miers ex Hook. & Arn.: Mit etwa drei Arten, die in Südamerika vorkommen.[8]
  - Loxopterygium Hook.f.: Mit etwa drei Arten, die im tropischen Südamerika vorkommen.[8]
  - Loxostylis A.Spreng. ex Rchb.: Mit nur einer Art:
    - Loxostylis alata A.Spreng. ex Rchb.: Sie kommt im südlichen Afrika vor.[8]

  - Mangos (Mangifera L.): Die etwa 69 Arten sind im tropischen Asien verbreitet.
  - Mauria Kunth: Die etwa zehn Arten gedeihen in Bergregionen der Neotropis.[8]
  - Melanochyla Hook.f.: Mit etwa 30 Arten, die in Malesien vorkommen.[8]
  - Metopium P.Browne: Mit etwa vier Arten, die in Florida, Mexiko, Zentralamerika und in der Karibik vorkommen.[8]
    - Metopium brownei (Jacq.) Urb.: Karibik, Florida, mittleres bis nördliches Zentralamerika und südöstliches Mexiko.

  - Micronychia Oliv.: Seit 2009 gibt es etwa zehn Arten, die nur auf Madagaskar vorkommen.[9]
  - Mosquitoxylum Krug & Urb.: Es gibt nur eine Art:
    - Mosquitoxylum jamaicense Krug & Urb.: Sie kommt in Jamaika vor.[8]

  - Nothopegia Blume: Mit etwa sieben Arten, die in Indien und Sri Lanka vorkommen.[8]
  - Ochoterenaea F.A.Barkley: Es gibt nur eine Art:
    - Ochoterenaea colombiana F.A.Barkley: Sie kommt in Kolumbien vor.[8]

  - Orthopterygium Hemsl.: Es gibt nur eine Art:
    - Orthopterygium huaucui (A.Gray) Hemsl. (Syn.: Juliania huaucui A.Gray): Die Heimat ist Peru.[8]

  - Ozoroa Delile: Die etwa 40 Arten sind in Afrika und auf der Arabischen Halbinsel verbreitet.
  - Pachycormus Coville ex Standl.: Mit nur einer Art:
    - Pachycormus discolor (Benth.) Standl.: Sie kommt in Baja California vor.[8]

  - Parishia Hook.f.: Mit etwa sieben Arten, die in Indomalesien vorkommen.[8]
  - Pentaspadon Hook.f.: Mit etwa sechs Arten, die von Südostasien bis Papuasien vorkommen.[8]
    - Pentaspadon motleyi Hook.f.: Malaysia, nördlicheres Indonesien, Neuguinea bis auf die Salomonen.

  - Pistazien (Pistacia L.): Die etwa zehn Arten sind auf der Nordhalbkugel verbreitet.
  - Protorhus Engl.: Die etwa 20 Arten kommen hauptsächlich auf Madagaskar vor, aber eine Art auch in der Capensis.
  - Pseudosmodingium Engl.: Mit etwa sieben arten, die in Mexiko vorkommen.[8]
  - Rhodosphaera Engl.: Es gibt nur eine Art:
    - Rhodosphaera rhodanthema (F.Muell.) Engl.: Sie kommt im nordöstlichen Australien vor.[8]

  - Rhus L. (inklusive Searsia F.A.Barkley, Toxicodendron Mill.): Es gibt 150 bis 250 Arten, darunter:
    - Essigbaum, auch Sumach genannt, (Syn.: Rhus typhina L.; Syn.: Rhus hirta (L.) Sudw.)[10]
    - Gerber-Sumach (Rhus coriaria L.)
    - Gewürzsumach (Rhus aromatica Ait.)
    - Eichenblättriger Giftsumach (Rhus toxicodendron L.)
    - Kletternder Gift-Sumach  (Rhus radicans L.)
    - Rhus diversiloba Torr. & A.Gray (Syn: Toxicodendron diversilobum (Torr. & A.Gray) Greene)
    - Lackbaum (Rhus verniciflua Stokes)

  - Schinopsis Engl.: Mit etwa sieben Arten, die in Südamerika vorkommen.[8]
  - Pfefferbäume (Schinus L.): Die etwa 25 Arten sind in der Neotropis weitverbreitet.
  - Semecarpus L.f.: Die 50 bis 60 Arten sind vom tropischen Asien bis Ozeanien weitverbreitet.
  - Smodingium E.Mey. ex Sond.: Es gibt nur eine Art:
    - Smodingium argutum E.Mey. ex Sond.: Die Heimat ist die Capensis.[8]

  - Sorindeia Thouars: Mit etwa neun Arten, die im tropischen Afrika, in Madagaskar und auf den Maskarenen vorkommen.[8]
    - Sorindeia madagascariensis DC.: Aus Madagaskar, den Komoren und Maskarenen sowie der afrikanischen Ostküste von Somalia bis Mosambik.

  - Swintonia Griff.: Mit etwa 13 Arten die in Indomalesien vorkommen.[8]
  - Thyrsodium Salzm. ex Benth.: Mit etwa sieben arten, die im tropischen Amerika vorkommen.[8]
  - Trichoscypha Hook.f.: Mit etwa 50 Arten, die im tropischen Afrika vorkommen.[8]
    - Trichoscypha acuminata Engl.: Aus dem westlichen Zentralafrika bis Nigeria.
- Unterfamilie Spondioideae Link (Syn.: Spondiadaceae): Es gibt 10 bis 18 Gattungen mit etwa 115 Arten:
  - Antrocaryon Pierre: Mit etwa 2-3 Arten im tropischen Westafrika und einer Art im tropischen Amerika.[8]
    - Antrocaryon amazonicum (Ducke) B.L.Burtt & A.W.Hill: Aus dem mittleren bis nordwestlichen Brasilien und Kolumbien bis nach Peru.

  - Choerospondias B.L.Burtt & A.W.Hill: Es gibt nur eine Art:
    - Choerospondias axillaris (Roxb.) B.L.Burtt & A.W.Hill: Sie ist in Kambodscha, im südlichen China, Taiwan bis Tibet und Nepal, Laos, Thailand sowie in Vietnam verbreitet.

  - Cyrtocarpa Kunth: Die etwa fünf Arten sind in der Neotropis verbreitet.[11]
    - Cyrtocarpa procera Kunth: Aus Mexiko.

  - Dracontomelon Blume: Die etwa acht Arten sind im tropischen Asien und in Indomalesien bis Fidschi verbreitet.[8]
  - Haematostaphis Hook.f.: Mit etwa zwei Arten, die im tropischen Westafrika vorkommen.[8]
  - Harpephyllum Bernh. ex C.Krauss: Es gibt nur eine Art:
    - Harpephyllum caffrum Bernh. ex C.Krauss: Sie ist in Südafrika beheimatet und ist eine weitverbreitete Zierpflanze für tropische bis subtropische Parks und Gärten, ist aber auch eine robuste Zimmerpflanze.

  - Koordersiodendron Engl.: Mit bis zu drei Arten, die in Indonesien, auf den Philippinen und in Neuguinea vorkommen.[8]
  - Lannea A.Rich.: Die 40 bis 70 Arten sind im tropischen Afrika, südlichen und südöstlichen Asien weitverbreitet.
  - Operculicarya H.Perrier: Es gibt etwa neun Arten, von denen acht nur in Madagaskar vorkommen und eine gibt es auch auf den Komoren sowie Seychellen.[9]
  - Pegia Colebr.: Die etwa drei Arten sind von der östlichen Himalaja-Region bis zur Indochinesischen Halbinsel und Kalimantan verbreitet.
  - Pleiogynium Engl.: Mit etwa 2-3 Arten, die in Malesien und auf Inseln im Pazifik vorkommen.[8]
    - Pleiogynium timoriense (DC.) Leenh.: Aus dem nordöstlichen Australien, Neuguinea, den Salomonen bis nach Polynesien.

  - Poupartia Comm. ex Juss.: Es gibt etwa 17 Arten, die im tropischen Afrika, in Madagaskar und Indien vorkommen.[8]
  - Poupartiopsis Capuron ex J.D.Mitch. & Daly: Es gibt nur eine Art:
    - Poupartiopsis spondiocarpus Capuron ex J.D.Mitch. & Daly: Sie kommt in Madagaskar vor.[12][9]

  - Pseudospondias Engl.: Mit etwa zwei Arten, die im westlichen und im tropischen Afrika vorkommen.[8]
    - Pseudospondias microcarpa (A.Rich.) Engl.: Aus West- und Zentralafrika bis Uganda, Tansania, Sambia und in den Sudan.

  - Sclerocarya Hochst.: Die nur zwei Arten kommen in Afrika und Madagaskar vor, darunter:
    - Marula-Baum (Sclerocarya birrea (A.Rich.) Hochst.)

  - Solenocarpus Wight & Arn. (manchmal in Spondias L.): Mit 1-2 Arten, die in Indien und auf den Philippinen vorkommen.[8]
  - Spondias L.: Die zehn bis elf Arten sind in der Neotropis und tropischen Asien (z. B. Umbú) verbreitet.
  - Tapirira Aubl.: Mit etwa 10 Arten, die im tropischen Amerika vorkommen.[8]

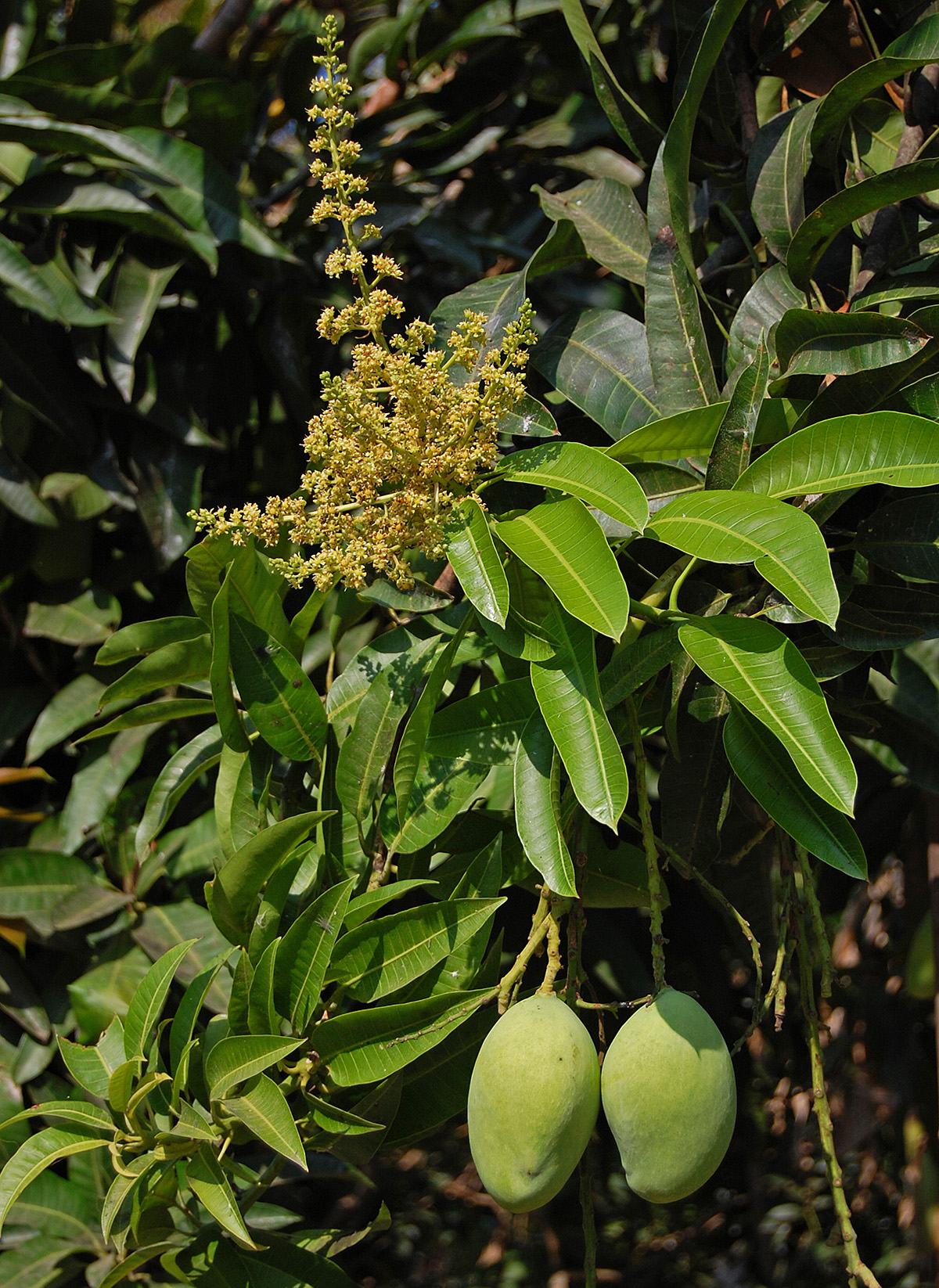
Mangobaum (Mangifera indica) mit Früchten

## Weiterführende Literatur
- J. D. Mitchell, S. A. Mori: The cashew and its relatives (Anacardium: Anacardiaceae). In: Mem. NY Bot. Gard., 42, 1987, S. 1–76.
- B. S. Wannan: Floral structure and evolution in the Anacardiaceae. In: Botanical Journal of the Linnean Society, 107, 1991, S. 349–85.
- T. Terrazas: Wood anatomy of the Anacardiaceae: ecological and phylogenetic interpretation, Ph.D. dissertation, Chapel Hill, NC: University of North Carolina, 1994.